# HD 191939

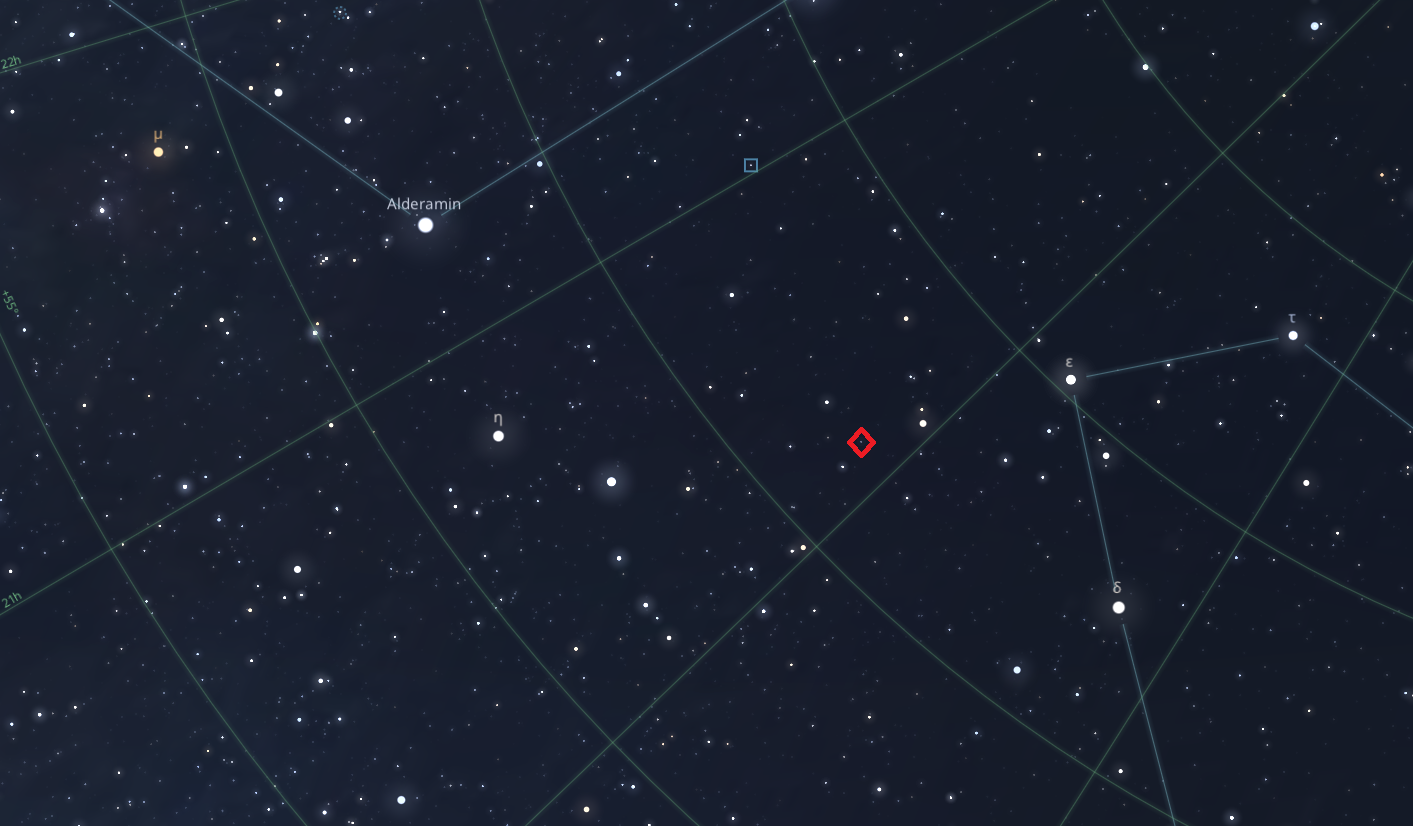
赤いひし形の場所にHD 191939が存在する。

HD 191939とは、Gタイプの太陽に似た主系列星で、約54パーセク離れた位置に存在する恒星である。6個の惑星が周囲を公転していることが知られている。

## 概要
| 太陽 | HD 191939 |
| ---- | --------- |
| 太陽 | Exoplanet |

HD 191939は太陽系から約54パーセクの距離離れており、比較的近い恒星である。また、見かけの等級は約9である。0.94太陽半径、0.92太陽質量を持ち、スペクトル分類がG9Vの太陽に似た恒星である。
TESSにより周囲を公転する惑星候補が検出されたため、TOI-1339という名称も持つ。2022年11月の時点で、トランジット法やドップラー分光法により2020年から2022年にかけて6個の太陽系外惑星が周囲を公転していることが発見された。「TIC 269701147」や「2MASS J20080574+6651019」などの名称も持つ。

## 惑星系

### b・c・dの発見
HD 191939の周囲を公転する太陽系外惑星は最初に、TESSによるトランジット法を用いた観測でこの恒星の周囲を公転する3つの惑星候補が発見され、2019年にTESS object of interest（TOI）に追加された。
恒星はTOI-1339、惑星候補はそれぞれTOI-1339.01、TOI-1339.02、TOI-1339.03と指定され、フォローアップ観測による判断を待っている状況であった。
これらの惑星候補は2020年に確認され、その確認を公表する論文はarXivで2020年2月10日に公表された。惑星はそれぞれHD 191939 b（TOI-1339 b）、HD 191939 c（TOI-1339 c）、HD 191939 d（TOI-1339 d）という名称が指定された。これらの惑星はすべてミニ・ネプチューンであり、大きさは似ている。公転周期はそれぞれ約8.88日、約28.58日、約38.35日であり、1:3:4の軌道共鳴の関係に近い。

### e・fの発見
その後、W・M・ケック天文台のHIRESや自動惑星検出望遠鏡（APF）のLevyによるドップラー分光法を用いた観測を415日間行った。これにより、2021年にトランジットを起こさないb・c・dよりも外側を公転する2つの追加の惑星の存在が明らかになった。その発見を公表する論文はarXivで2021年8月4日に公表された。
4番目の惑星HD 191939 e（TOI-1339 e）は約101.5日の公転周期を持ち、最小質量が0.34木星質量の木星型惑星とされている。eはトランジットを起こさない惑星であるが、内側の3つの惑星との長期的な相互作用により同一の平面上を公転しているとされている。
さらに、これら4つの惑星よりもはるかに外側を公転している5番目の惑星も発見された。HD 191939 f（TOI-1339 f）と指定されたこの惑星のデータは当初不確実で、軌道長半径は2.6∼7.0天文単位、公転周期は1700∼7200日の範囲にあるとされていた。また、fも木星型惑星とされていたが、質量の範囲も2∼11木星質量とはっきりしていなかった。惑星の質量の上限とされている13木星質量よりも小さいため、fは褐色矮星ではなく惑星であるとされていた。なお、bとcの間には17.7日の公転周期を持つ未知の惑星が存在している可能性があったが、後にその信号が実際の惑星である可能性は低いとされた。2024年、fのより詳細なデータが明らかになり、2.88木星質量を持ち、2898日の公転周期で主星から3.71天文単位離れた位置を公転しているとされた。

### gの発見
2022年には、ドップラー分光法により以前までに発見されていた5つの惑星のデータの改善と同時に、更なる惑星の存在が明らかになった。
新しく発見された惑星はHD 191939 g（TOI-1339 g）で、この発見を公表する論文はarXivで2022年11月1日に公表された。この惑星もトランジットを起こさないと考えられており、公転周期は約284日である。gの質量は約13.5地球質量であり、この質量から半径を予測すると∼3.4地球半径となる。HD 191939系のハビタブルゾーンは主星から0.44∼0.84天文単位の範囲にあるとされており、gの軌道長半径は約0.812天文単位であるため、ハビタブルゾーンの外縁付近を公転していることになる。しかし、gは天王星型惑星のため、居住可能な惑星とはみなされない。eはb・c・dの軌道共鳴とは関係していないが、gと1:3の別の軌道共鳴の関係に近いことが判明した。gの軌道はその公転周期により、eの軌道とfの軌道の間に位置している。

### 惑星系のデータ
内側を公転する3つの天王星型惑星（b・c・d）、土星質量の惑星（e）、天王星質量の惑星（g）、そして公転周期が非常に長い質量の大きな木星型惑星（f）で構成されるHD 191939系はユニークな惑星系である。
| 名称 （恒星に近い順） | 質量          | 軌道長半径 （天文単位） | 公転周期 (日) | 軌道離心率         | 軌道傾斜角        | 半径           |
| --------------------- | ------------- | ----------------------- | ------------- | ------------------ | ----------------- | -------------- |
| b                     | 10.00±0.70 M⊕ | 0.0804+0.0025 −0.0023   | 8.8803256     | 0.031+0.010 −0.011 | 88.10+0.14 −0.10° | 3.410±0.075 R⊕ |
| c                     | 8.0±1.0 M⊕    | 0.1752+0.0055 −0.0050   | 28.579743     | 0.034+0.034 −0.013 | 89.10+0.06 −0.08° | 3.195±0.075 R⊕ |
| d                     | 2.80±0.60 M⊕  | 0.2132+0.0065 −0.0061   | 38.353037     | 0.031+0.018 −0.012 | 89.49+0.05 −0.08° | 2.995±0.070 R⊕ |
| e                     | >112.2±4.0 M⊕ | 0.407±0.012             | 101.12±0.13   | 0.031+0.008 −0.016 | —                 | —              |
| g                     | >13.5±2.0 M⊕  | 0.812±0.028             | 284+10 −8     | 0.030+0.025 −0.011 | —                 | —              |
| f                     | 2.88±0.26 MJ  | 3.71±0.13               | 2898±152      | —                  | —                 | —              |